# Fjölner
Fjölner kan också vara ett binamn på Oden
Fjölner (eller Fjolner) var enligt Ynglingasagan en sveakung av Ynglingaätten, son till Yngve-Frej och Gerd, vilka enligt Snorre Sturlasson var identiska med vanen och jättinnan med samma namn.
Fjölner är den första kungen i Ynglingasagan som inte är en euhemeriserad gud. Han skall ha varit mäktig och gett fred och god årsväxt. Enligt sagan skall han ha haft goda förbindelser med den danske kungen Frode på Själland, och en gång när han var där på gästabud skall han druckit sig så berusad att han i sömnyra drunknat i ett mjödkar. Om detta skaldade Tjodolf av Hvin sedan i Ynglingatal att Fjölner hade drunknat i "vindlös våg".  Han efterträddes sedan som kung av sin son Svegder.
Enligt Snorres Edda skall han ha sålt trälinnorna Fenja och Menja till kung Frode, som sedan lät dem mala guld i kvarnen Grotte. Detta skall ha varit under eller strax efter Augustus levnad, och Fjölner skall i så fall ha levat någon gång under första århundradet f.Kr. och i början av första århundradet e.Kr.
Fjölner betraktades ännu i början av 1800-talet som en verklig historisk person, men är idag sedan länge av historiska forskare betraktad som en uppdiktning av Snorre eller av någon honom nära samtida på det kristna Island.